# Valle di Chevreuse

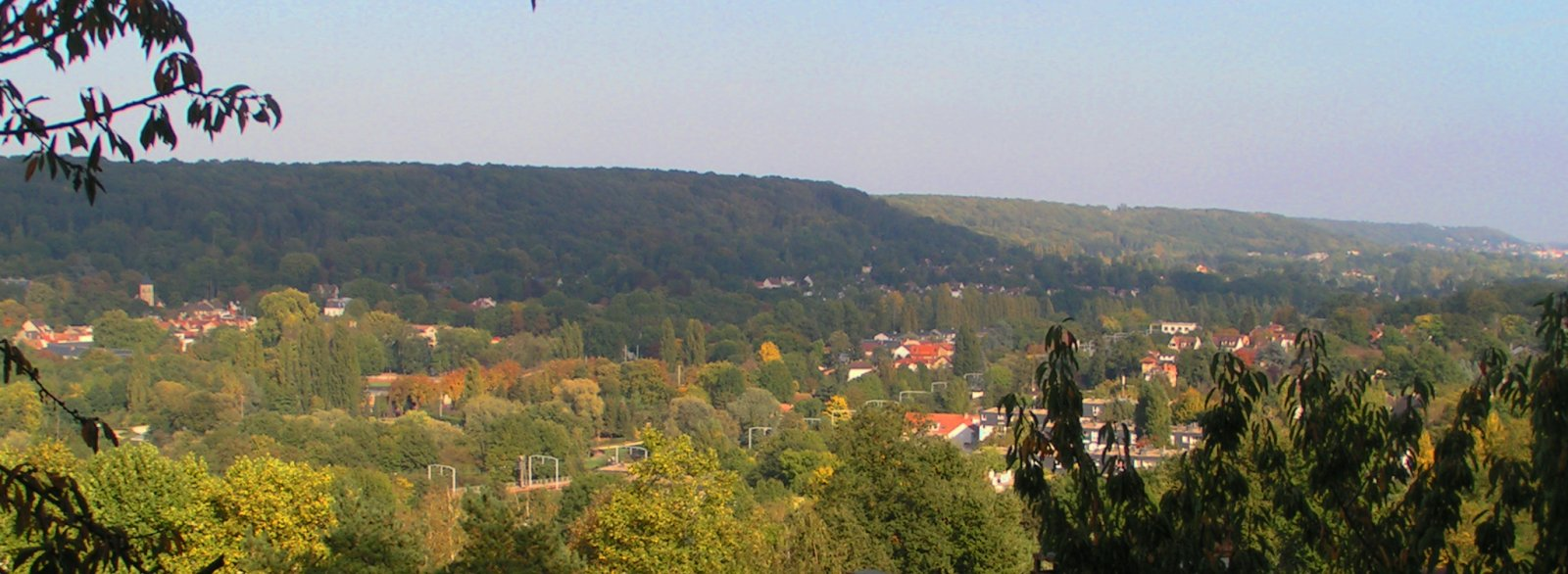
La valle di Chevreuse a Gif-sur-Yvette.

La valle di Chevreuse /ʃəˈvʁøz/ è il nome dato alla valle dell'Yvette, un affluente dell'Orge, che scorre nei dipartimento d'Yvelines e dell'Essonne. Questa denominazione riguarda l'insieme dei comuni intorno a Chevreuse (Saint-Rémy-lès-Chevreuse, Magny-les-Hameaux, Choisel, Dampierre, etc.) compresi nel Parco naturale dell'alta valle di Chevreuse, e le città più a valle fino a Palaiseau: Gif-sur-Yvette, Bures-sur-Yvette, Orsay, Villebon-sur-Yvette.
Dagli anni 1950 essa è diventata un grande polo scientifico europeo, in particolare con l'istituzione dell'Università Paris XI - Paris-Sud, della Scuola superiore di elettricità, dell'École polytechnique, dell'ENSTA, dell'Institut d'optique Graduate School, dell'Istituto universitario di tecnologia, del CEA (sul plateau de Saclay, Paris-Saclay) e della Valle dell'Ottica, che si estende verso Marcoussis, con, tra gli altri, il centro di ricerca dell'Alcatel.
Fino a Saint-Rémy-lès-Chevreuse la valle è servita dal tronco sud della linea di Sceaux, ripresa dal 1977 dalla RER B.